# Roberto Leal Monteiro Ngongo

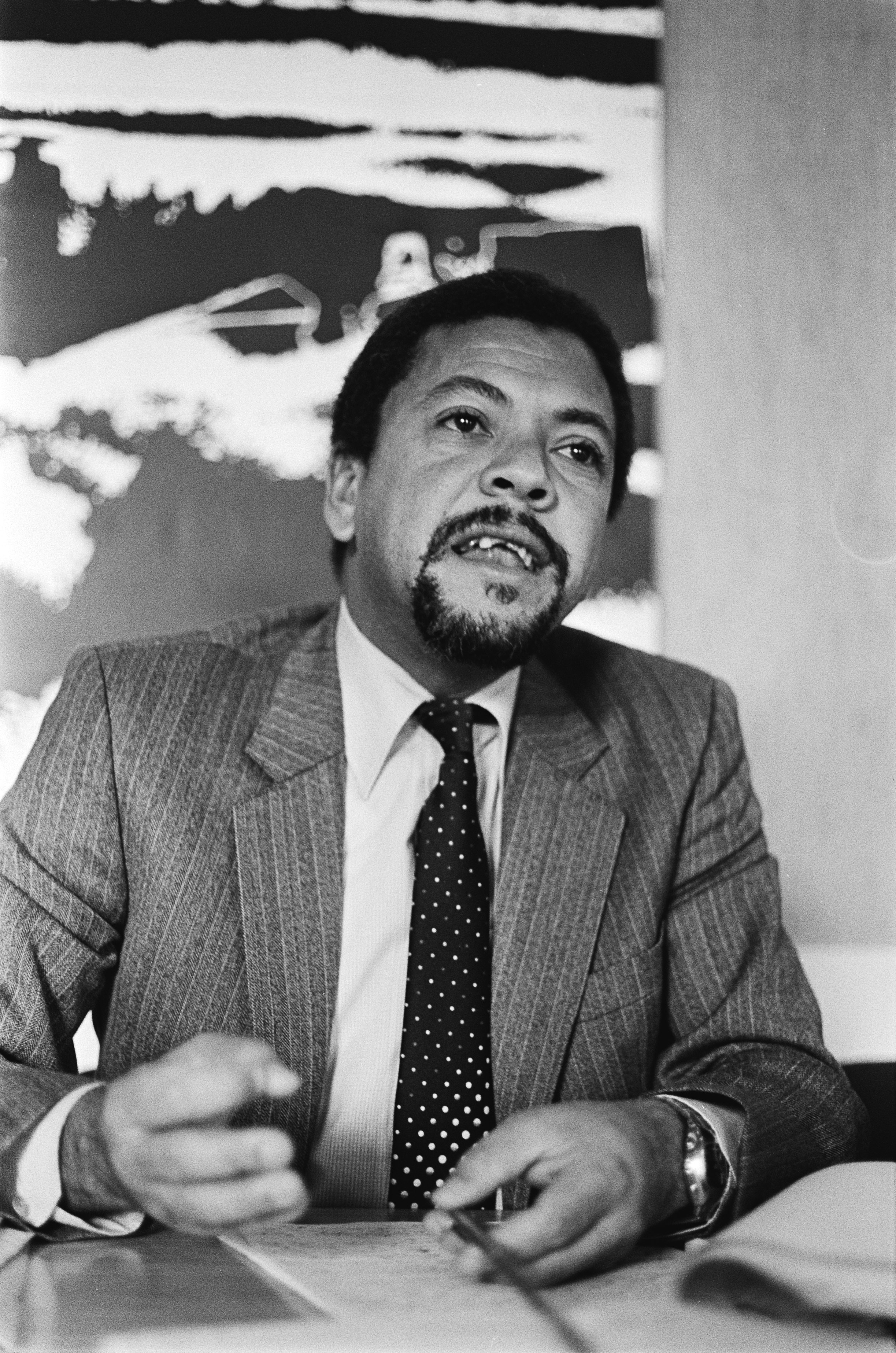
Roberto Monteiro (1982)

Roberto Leal Ramos Monteiro, mais conhecido como Roberto Nini Ngongo (Luanda, 21 de janeiro de 1946), é um brigadeiro da Força Aérea Nacional de Angola e político angolano.

## Biografia
Foi vice-ministro da Defesa até 2006, quando foi escolhido pelo Presidente da República, José Eduardo dos Santos, a ser o Ministro do Interior.
Ngongo foi demitido do Cargo a 27 de setembro de 2010, pelo Presidente, depois do episódio que gerou a crise diplomática entre Angola e Portugal, quando o ministro mandou os agentes angolanos prender, no final de 2009, para o mandar de volta para Angola, o empresário português Jorge Oliveira, que estava refugiado em São Tomé e Príncipe (outro país lusófono), acusado de fraude. Na época, o caso recebeu duras críticas dos governos português e santomense, pois não houve pedido de extradição.
Depois de o Ministério do Interior ter reconhecido "o grave erro em que incorreu", ao mandar prender um criminoso português que se encontrava em liberdade num terceiro país, a Casa Civil do Presidente da República anunciou que o Presidente demitiu o ministro.
Tornou-se deputado pelo MPLA na Assembleia Nacional, sendo o presidente da Comissão Parlamentar de Defesa, Segurança, Ordem Interna e Antigos Veteranos da Pátria.